# P-64
A P-64 é uma pistola semiautomática polonesa projetada para disparar o cartucho 9×18mm Makarov. A pistola foi desenvolvida no final da década de 1950 no Instituto de Pesquisa de Artilharia (em polonês/polaco:  Zakład Broni Strzeleckiej Centralnego Badawczego Poligonu Artyleryjskiego, que mais tarde se tornou o Instituto Militar de Tecnologia de Armamento, em polonês/polaco:  Wojskowy Instytut Techniczny Uzbrojenia w Zielonce — WITU) por uma equipe composta por: W. Czepukajtis, R. Zimny, H. Adamczyk, M. Adamczyk, S. Kaczmarski e J. Pyzel. A P-64 também é conhecida como CZAK (uma sigla dos sobrenomes dos projetistas, com exceção de J. Pyzel, que se juntou à equipe após o estabelecimento do nome).

## Desenvolvimento
A P-64 foi escolhida a partir de uma competição para uma nova pistola de serviço emitida em 1958. No estágio de protótipo, duas versões da pistola CZAK foram criadas: o Modelo M (Milicyjny - Polícia), com capacidade para 6 cartuchos e câmara para usar o cartucho .380 ACP (9×17mm curto) e o Modelo W (Wojskowy - Militar), com um cano mais longo que o Modelo M, capacidade para 6 cartuchos e câmara para o cartucho 9×18mm Makarov.
Durante a fase de avaliação, que ocorreu em 1961, ambas as pistolas foram comparadas e o Modelo M foi selecionado em vez do Modelo W. Ela foi então recalibrada para o cartucho Makarov e melhorada com um retém de ferrolho modificado (o botão de retém externo foi removido) e melhor ergonomia. Em 1965, a P-64, fabricada na Fábrica de Armas Łucznik em Radom, entrou em serviço com o exército, polícia e forças de segurança sob a designação oficial 9 mm pistolet wz. 1964 substituindo a pistola TT 7,62mm. A P-64 não é mais produzida e está sendo substituída pela pistola WIST-94 no calibre 9mm NATO. No entanto, a P-64 permanece nos inventários das forças armadas e dos serviços policiais poloneses.

## Detalhes do projeto
A P-64 é uma pistola de dupla ação operada por blowback. Ela possui um extrator de mola montado dentro do ferrolho. O retém giratório do ferrolho, instalado dentro da estrutura da pistola, contém uma saliência que atua como um ejetor de estojo vazio. O mecanismo de gatilho da pistola inclui um desconector (que garante apenas o disparo semiautomático); um gatilho de dupla ação (que permite que a pistola seja engatilhada e disparada com um único puxão de gatilho); e um cão exposto. O ferrolho possui um indicador de câmara carregada (que, tanto visualmente quanto pelo tato, indica a presença de um projétil na câmara) e uma alavanca de segurança manual que impede que a arma seja disparada acidentalmente com o cão engatilhado ou liberado. Esse recurso também permite que um projétil seja carregado com a trava de segurança acionada ou desativada. Na posição "seguro", o percussor é travado e a barra do gatilho é desconectada do entalhe do cão. Se o cão estiver engatilhado e a trava de segurança acionada, a trava de segurança liberará o cão. Em 1971, o cão foi modificado internamente. Embora existam alguns exemplares datados de 1971 sem a modificação, estes podem ser distinguidos pela ausência da marcação "A" no receptor, atrás da empunhadura. Em 1973, o mecanismo de gatilho foi modificado e o cão passou a ter um formato triangular, projetado para facilitar o engatilhamento com o polegar.
A P-64 é alimentada por um carregador monofilar com capacidade para 6 cartuchos. Após o último disparo, o seguidor do carregador levanta o retém do ferrolho, que trava o ferrolho aberto. O ferrolho pode então ser liberado recuando o carregador por uma curta distância e puxando o ferrolho para trás. A pistola é equipada com uma massa de mira fixa e uma alça de miar em cauda de andorinha com entalhe quadrado. As miras são calibradas para disparar a 50 m. A P-64, toda em aço, é fabricada principalmente por corte mecânico. É fornecida com um carregador reserva, um coldre de couro e um kit de limpeza. Frequentemente, os carregadores vendidos com a pistola não correspondem ao número de série da arma.
Esta pistola tem um recuo severo devido ao seu tamanho relativamente pequeno, juntamente com a potente munição 9×18mm Makarov, embora a Wolff Gunsprings produza uma mola recuperadora de 10 kg que reduz significativamente o recuo em comparação com a mola recuperadora original.
Apesar de sua semelhança com a Walther PP, a P-64 é um projeto original, detentora de uma patente polonesa, número 54822. A patente se aplica ao desconector exclusivo (uma placa alongada que desliza verticalmente dentro da estrutura da pistola) que fornece uma trava de segurança interna, desengatilha o cão quando a trava de segurança é acionada, interrompe o ciclo da arma após cada disparo e permite que a arma seja recarregada com a trava de segurança acionada.
Devido às suas semelhanças com a Walther PPK, às vezes é erroneamente chamada de "clone da PPK". Também é comumente chamada de "Makarov polonesa", embora a P-64 não seja uma Makarov, e suas únicas semelhanças com a Makarov PM sejam a ação blowback, a câmara para o cartucho 9x18mm Makarov e o método de desmontagem.
Para importação para os EUA, a pistola possui empunhaduras de alvo, o que a qualifica como uma "Pistola Esportiva" de acordo com os regulamentos da Agência de Álcool, Tabaco, Armas de Fogo e Explosivos. No entanto, é muito raro que uma P-64 seja vendida com empunhaduras de alvo, já que as empunhaduras originais geralmente são substituídas pelos importadores ao chegarem ao depósito americano.
Muitos exemplares importados para os EUA possuem marcas de importação bem visíveis, e qualquer P-64 sem marcas de importação ou com marcas de importação discretas terá um preço mais alto no mercado. A pistola foi projetada para usar munição com estojo de aço, embora munição com estojo de latão também funcione corretamente.
Empunhaduras e mangas de empunhadura de reposição estão disponíveis e podem ajudar a reduzir o recuo percebido.

## Operadores
- Líbano - 1.000 pistolas doadas ao Exército Libanês em 2008.[2]
- Polónia - introduzida no início dos anos 60. Ainda em uso pelas Forças Terrestres[3] e pela Polícia.
- Estados Unidos - A maioria das P-64 aposentadas do serviço polonês foi exportada para os Estados Unidos para clientes particulares. A pistola tornou-se popular como arma de porte velado devido ao seu tamanho compacto, baixo custo e munição relativamente potente.[4]
- Vietname - em uso pelo Exército do Povo do Vietnã, anteriormente usada pelo Viet Cong.

## Variantes
Com a introdução de técnicas de produção mais avançadas e econômicas na década de 1970, tentou-se uma reformulação completa da P-64. Em 1972, foi desenvolvido um protótipo de pistola (chamado P-70) com um carregador com capacidade para 14 cartuchos e um ferrolho feito de aço estampado soldado a cobre. Em vez de aço, a armação da P-70 foi feita de uma liga leve. Em 1976, outro protótipo atualizado foi introduzido, designado P-75, com uma armação sintética de itamida. Esta pistola foi seguida pela P-78 em 1978, que apresenta um grupo de gatilho modular e um carregador de 12 cartuchos. A produção da P-78 foi encerrada após perder para a pistola P-83 Wanad em uma tentativa de se tornar uma nova arma de serviço para o Exército e a polícia poloneses.